# Immortale Dei
Immortale Dei (укр. безсмертна [праця] Бога, ASS XVIII, S.161 ff.) — енцикліка про християнський державний устрій, про відносини Церкви та держави, написана 1 листопада 1885 р. Папою Римським Левом XIII, як вчення «Істинного стану».

## Теми
- Церква — просвітниця народів
- Церква — не ворог держави
- Євангеліє — найкраще державне вчення
- Авторитет і держава мають Бога як автора
- Вирішує не форма правління, а послух Богові
- Послух владі потрібен у будь-якій формі правління
- Держава та суспільство зобов'язані поклонятися
- Справжню релігію, засновану Богом, можна знайти лише в Церкві
- Церква являє собою досконале суспільство
- Церква існує і діє сама по собі
- Дві сили, якими користується Бог
- Між силами повинна бути гармонія
- Розквіт держави був розквітом Церкви
- Ренесанс та Просвітництво ввели в замішання
- Ворожа природа такого стану
- Осуд доктрини народного суверенітету
- Джерело зла для свободи вираження поглядів та преси
- Помилки ліберальної держави

## Енцикліка в період індустріалізації
Лев XIII мав справу з «масовим відступництвом від Церкви», оскільки в останній третині XIX століття процес індустріалізації сколихнув стару рівновагу появою великої маси войовничих груп, зібраних під прапорами соціалізму чи анархізму на периферії промислових міст.
Церква могла обмежитися переговорами з державами. Однак, оскільки промислова революція закликала фермерів з полів до міських фабрик, а сучасні ідеології пропонували вірування та спосіб життя, що суперечили традиційній релігії, то сучасність набула все більш грізного вигляду. Лев XIII побачив цю сучасну епоху, теоретизував про реальність, що прийняла конкретну форму, оголосив сучасну епоху. Яка була представлена не лише в книгах, обговорювалася в дискусійних колах і враховувалася в деяких законах, але була присутня і на фабриках, на вулицях і майданах.
Врешті, при свободі думки та свободі преси: «…свобода мислення та публікації речей, що подобається кожному, без жодних (морально-етичних) перешкод, само по собі не є перевагою…Навпаки… від цього (походить) багато зла».

## Соціальні градації та права держави
Енцикліка Папи Лева XIII, що стосується християнської конституції держав (De Civitatum constitutione Christiana), за часів культуркампфу у Німеччині, та послаблення шкіл у Франції. Це підтвердження церковних прав, де засуджувана сучасна тенденція встановити в суспільстві верховенство людини з метою виключення Бога. Він вважав, що теорії соціальних контрактів небезпечні, оскільки сприяють авторитаризмові.
На думку Майкла Л. Брока, позиція Церкви завжди полягала в тому, що існує два порядки, надприродний і природний, що в останньому — керівний орган має (або делегований) пріоритет, а в першому — Церква має пріоритет, бо уряди — це природні установи, які слід поважати. «Зневажати законну владу, хто яке б мав право, є протизаконним, як бунт проти божественної волі, і хто противиться цьому, навмисно накидається на знищення» (…), проте, «бажати, щоби Церква підлягала громадянській владі при здійсненні її релігійного обов'язку є велика дурість і повна несправедливість. Коли це відбувається, тоді порядок порушується, бо речі природні дехто ставить вище речей надприродних…»
Посібник людини до небес має бути Церква, а не держава. … Саме на Церкву Бог поклав відповідальність … вільно та безперешкодно виконувати, відповідно до її власного рішення, всі питання, що належать до Його компетенції.
Для органічної взаємодії заради миру та порядку католицьке вчення приписує державі гідність та авторитет пильного та далекоглядного захисника божественного та прав людини, на що наголошує часто Святе Письмо та отці Церкви. У своєму циркулярі Лев XIII щодо державної влади та християнської конституції наголосив, що католики знаходять чіткі принципи розуму й віри, які повинні дати йому можливість захистити себе від помилкових і небезпечних поглядів комуністичного режиму в державі. Сам Творець керував цим взаємним взаємозв'язком у своїх принципах, і несправедлива презумпція, якщо комуністи у своїх судженнях знімають це з божественного закону (лат. lex divina), який базується на незмінних принципах правди і любові.
Вказує, що дії можуть стосуватися приватних і побутових питань або суспільних питань. Щодо першого, перший обов'язок полягає у дотриманні життя та поведінки за заповідями Євангелія. Він також закликає вірних брати розсудливу участь у громадських справах задля загального блага. Крім того, він говорить, що католики в цілому «придатні і корисні», і повинні приділяти свою увагу національній політиці.
Однак, «протизаконно слідкувати за однією лінією поведінки в приватному житті та іншою на публіці, поважаючи приватно авторитет Церкви, але публічно відкидаючи її; бо це означало б об'єднання добра і зла та поставлення людини в конфлікт з самим собою; тоді як людина повинна завжди бути послідовною, і ні в останній мірі, ні в будь-якому житті не відриватися від християнської доброчесності». Крім того, обов'язок усіх католиків використовувати популярні інституції, наскільки це можна чесно зробити, для просування правди та праведності.

Право керувати не обов'язково пов'язане з будь-яким спеціальним режимом правління. Це може приймати ту чи іншу форму за умови лише того, що воно матиме характер дбання за загальний добробут. Але яким би не був характер уряду, правителі повинні вважати на те, що Бог є першорядним володарем світу, і тому повинні вони ставити Його перед собою як зразок для себе й законотворчості в управлінні державою.

## Толерантність й конфлікт
Вчення Церкви ніколи не відходило від толерантності в принципі, ця позиція лише мінялася в деяких аспектах. Папа Лев XIII у своїй енцикліці засудив вчення про свободу віросповідання як протиставлення природному праву, і заявив про толерантність до інших релігій як «зло», яке треба (обов'язково) прийняти, але лише за певних обставин. Церква не могла терпіти свободи совісті, свободи вираження поглядів і віросповідання як «збочення проти християнського і природного права», вони є «розгульними ліберальними теоріями».
Енциклікою Лев XIII приймав церковний конфлікт поступово і призвів Церкву до важкої зміни напрямку, стимулювання до «християнського модерну»:
- від осуду до пропозиції,
- від обуреного відступу до відданого зобов'язання,
- від переживання подій до управління ними.

Під терміном «модерн» зазвичай розуміють так звані «декларації принципів з 1789 року» з похідними від них політичними ідеологіями: соціалізм, секуляризм, лібералізм та демократія. Однак при більш детальному огляді можна виділити два періоди: той, протягом якого сучасність постає переважно в культурній, а тому досить елітарній формі, перш ніж стати масовим явищем у другому періоді. В центрі переходу між двома епохами сучасності перебуває процес індустріалізації, що призвів до «відступництва» (апостазії, «нестримності»).
Згідно з вченням Католицької Церкви, релігійні громадяни зобов'язані підкорятися своїм громадянським (світським) правителям у всіх питаннях, що належать до сфери цивільного управління. Ця сфера включає все, що може сприяти тимчасовому добробуту всього тіла громадян. Оскільки релігія є священним обов'язком і її практика значно сприяє добробуту громадян, держава не повинна бути повністю байдужою до релігії. Досі пряме піклування про релігію покладається не на державу, а на Церкву, незалежну від держави. Отже, існують обмеження щодо обов'язку цивільної вірності. Держава не уповноважена приймати закони з питань релігії, а також не може втручатися у права Церкви. Якщо держава переступає встановлені їй межі, обов'язок покори припиняється: «Ми повинні слухатися Бога, а не людей». Католики керуються питаннями обов'язків громадським вченням і законом Католицької Церкви.